# GTO (1998年のテレビドラマ)
『GTO』（ジーティーオー）は、藤沢とおるの同名の漫画を原作とした、1998年放送の連続テレビドラマ。1999年と2024年に続編として単発ドラマ、またその続編として映画も公開されており、本記事ではこれらについても扱う。

## 概要
1998年7月7日から9月22日まで、関西テレビとAVECが企画・制作し、フジテレビ系「火曜22時枠」で放送された。初回は22時 - 23時9分の15分拡大、最終回は22時15分 - 23時24分の15分拡大放送。関東地区の視聴率は最終回で35.7%を記録した（ビデオリサーチ調べ）。また、主演した反町隆史の歌う主題歌『POISON 〜言いたい事も言えないこんな世の中は〜』は出荷ベースで50万枚（オリコン27万枚）のヒット、ビデオは1999年12月時点も出荷ベースで累計10万本を売り上げた。
1998年12月にテレビドラマシリーズの総集編が放送された。沖縄では2000年4月に放映（当時沖縄テレビでは火曜10時に日本テレビの土曜9時枠ドラマを放映していたため、2007年4月から同時ネット）。
安藤和久をはじめとするスタッフの「原作よりもシリアスな学園ドラマにする」という製作方針により、原作とは部分的に設定を改変。舞台を中学校ではなく高校に変え、さまざまな規則で生徒を縛り付ける学校に対する問題提起や鬼塚と冬月の激しい確執と和解を軸にしている。ただし、原作のコミカルな要素も盛り込まれている。
本作品で主人公・鬼塚を演じた反町隆史と冬月を演じた松嶋菜々子は、このドラマでの共演をきっかけにして、1999年11月に交際を始め、2001年2月に結婚。また、ブレイク前の窪塚洋介、小栗旬、池内博之、藤木直人、玉木宏なども出演。
使用されたロケ地の学校は2002年のドラマ『ごくせん』や2007年のドラマ『ライフ〜壮絶なイジメと闘う少女の物語〜』でも使われた実践女子短期大学である。
2024年4月1日、26年ぶりとなるスペシャルドラマ『GTOリバイバル』が放送された。

## あらすじ
元暴走族のリーダーで昔湘南に君臨した鬼塚英吉（25）は湘南の高校を中退後、大検を受け三流大学の優羅志亜（ユーラシア）大学に入学し、7年かけて卒業した。彼は高校教師になるのが夢。しかし実際は教育に情熱を持っているわけではなく、ただ単に教師になりたいというだけで、その理由も、女子高生とつき合うことができ、楽しく生きられるといったものであった。そんなある日、鬼塚が普段通りにアルバイトをしていると鬼塚の親友で警察官をしている冴島龍二が私立高校・武蔵野聖林学苑の教員募集のパンフレットを持ってきた。千載一遇のチャンスとなった鬼塚は応募し聖林学苑の面接に向かうが、面接官の内山田ひろし教頭と学年主任の中丸浩司からは邪険な扱いをされた挙句、退学させられた生徒に対する内山田の態度に腹を立て、回し蹴りを食らわす。
しかし、無茶苦茶だが規則よりも「人として大切なもの」を優先する彼の行為に武蔵野聖林学苑の理事長・桜井あきらが目をつけ、ある事情を鬼塚に明かして採用する。その事情とは、武蔵野聖林学苑は伝統ある自由な学苑だと思われているが、内情は、イジメ・登校拒否・暴力などにとどまらず、教師たちについても様々な問題を抱えていることであった。そこで、このような現状を打ち破れる教師として鬼塚に期待し、彼を非常勤として採用した。
桜井は、この無茶苦茶な鬼塚が様々な問題に真っ向からぶつかり、体当たりで解決してくれることに一縷の望みを託したのであった。
各話のあらすじは#エピソードリストを参照。

## 登場人物
凡例
- ×は本作品オリジナルキャラクター
- ▲は原作に登場しているが、鬼塚が担任でない生徒
- ○は『GTO SHONAN 14DAYS』の登場人物
- ■は原作および『GTO SHONAN 14DAYS』と名前が異なる人物

### 主人公・ヒロイン
鬼塚英吉〈25〉
演 - 反町隆史
主人公。1972年12月18日生。2年4組の担任で担当教科は日本史科。通称「GTO」（Great Teacher Onizuka）。暴走族の元リーダーで、神奈川の暴走族2000人を1人でまとめ上げたという伝説を持つ。好きな女性芸能人は広末涼子、松たか子。
親友・冴島龍二が持ってきた、私立高校・武蔵野聖林学苑の教員募集のパンフレットを見て、それに応募。面接当日の荒唐無稽な振る舞いから不採用にされそうになるも、その姿を見た武蔵野聖林学苑の理事長・桜井あきらにより、様々な問題を抱える聖林学苑の解決と未来を託され採用される。
結託して教師を脱落させるためのイジメをしている2年4組の担任となり生徒から嫌がらせを受けるが、彼らの抱えている苦悩や学苑全体を巻き込むトラブルと向き合い、自分を忌み嫌う内山田を筆頭とする教職員たちの様々な攻撃を突破してゆく中で生徒たちからの信頼と人望、そして冬月からの信頼も徐々に得ていく。原作・アニメでの年齢は22歳童貞となっている。
原作および2012年ドラマ版では、生徒たちのことは苗字で呼んでいたが、本作品では村井と菊地以外は下の名前で呼んでいる。
リバイバル版では、高校を30校クビになっており、ビーバーイーツ配達員をしていたが、ケンジの代わりとして私立相徳学院に赴任。私生活では、あずさと結婚している。また、現在もガラケーを使っている。
冬月あずさ〈25〉
演 - 松嶋菜々子
ヒロイン。1973年6月28日生。下記の点を含めて、髪型・体型・性格など原作から非常に多くの点が変更されているキャラクターである。早稲田大学第一文学部卒業の英語担当の教師。スチュワーデス志望だったが、就職氷河期のせいもあって夢が破れた（原作では鬼塚と出会ったのは学生時代に面接を受けに行く途中であり、教師になりたくて志望している）ため教師になった。容姿端麗で人当たりのよいマドンナ教師という“表”の顔を持つ。しかし、その実態は教育に対する理想や理念などゼロで、教師をただの「つなぎのお仕事」としか考えていない教師だった。また恋愛に関しても相手を人間性ではなく、社会的ステータス・家柄・収入・将来性などで決める計算高さを持ち、キープばかりをしていたが勅使河原に襲われそうになったところを鬼塚に助けられた際に、彼女の本性を知り激怒した鬼塚に公園の噴水に投げ込まれて「愛は品定めではない」という言葉で一喝されたことからキープをやめた。終盤、教師の仕事をしつつ、スチュワーデスの臨時採用試験を受けて見事合格し、夢であったスチュワーデスの職に就き、教師兼臨時スチュワーデスとなった。当初は鬼塚の行動や言動を無茶苦茶な行為と思っていたが、生徒の気持ちを本当に考える熱意によって、次第に鬼塚の一番の理解者となった。アフター5はパチンコ屋に入り浸りなほどのパチンコ好き。好きな男性芸能人は竹野内豊。そのため自宅には竹野内豊のポスターが貼られている。最終回で「GTF」（Great Teacher Fuyutsukiの略）という通称を与えられた。
最終回では、鬼塚が聖アカデミー学園に臨時教員として出向いた関係から2年4組の担任となる。
SPで鬼塚と交際し別れを切り出そうとする。しかし終盤、鬼塚のとんでもない行動を止めようと海に飛び込むも後に海に飛び込んだ鬼塚に救われたことと、鬼塚の反省に触れた父が認めたことにより鬼塚と復縁を果たした。鬼塚との復縁後は竹野内豊ファンを辞めたため、竹野内のポスターがなくなっている。
原作漫画では性交経験がないが、この作品では学生時代に性交経験がある。
原作・漫画および2012年ドラマ版での設定では新潟県出身となっており、スチュワーデスの研修には行っていない。リバイバル版では客室乗務員として勤務。鬼塚と夫婦になっている。

### 職員
当初は鬼塚のことを忌み嫌っており、2年4組の生徒たちが鬼塚によって更生していくと次々と裏切られていく。終盤、（藤富を除き）内山田の味方となってイジメをして鬼塚を解雇することに成功するが、最終話で藤富と鬼塚の一番の理解者となった冬月の熱弁により改心・更生し、鬼塚を見直す。1999年の劇場版、2024年放送のリバイバル版には内山田以下登場していない。
内山田ひろし〈55〉
演 - 中尾彬
教頭。担当教科は数学科だが普段は教壇に立つことはないものの、勅使川原が教壇に立てなかった際の代講で久々に立つことになる。文部省やPTAなどの組織に弱く、これに関係する人の前ではやたらとペコペコする、あるいは善人となるが、その一方で自分に責任を追及された時は逆ギレして敵に回してしまうこともしばしばある。鬼塚を面接した直後に元生徒に暴言を吐いたため、鬼塚に回し蹴りを食らわされる。鬼塚の非常識な行動などが気に入らず鬼塚を解雇したくてたまらない。職場では教頭の位にあるが、家庭では妻・良子や娘・好子には煙たがれており、亭主としての威厳はなく肩身の狭い存在となっている。好子が鬼塚に惚れていることを知り、嫉妬している。
夢は自らが望む理想の教育論で、昔は温厚で理想主義的者であったが、いつの間にか自己保身が強く、短気で頑固な人間になってしまい、そのせいで校長になって理想の教育論を望む夢へと変わってしまった。愛車はメルセデス・ベンツ 190E。そのベンツは鬼塚によって1回だけ破壊されている。登場した当初は鬼塚や問題を起こした生徒に対して何かにつけてクズ呼ばわりしたり、いじめを苦に欠席が多いのぼるに「ずる休みしてるのか」と難癖を付けるなど、教育者としても人間としても問題のある言動が目立っていた。これらの言動から嫌な奴の印象が強いが、どこか憎めないところもある。
最終話で聖林学苑が神南学園によって吸収合併の危機に陥った際、騙されていたことに気づく。一方で、失職に備えハローワークでスーパーの店員を紹介されたものの、良子と好子の「パパがやりたいのはこんな仕事じゃないでしょ」と「どうせ教師しかできないくせに」との一声により改心し、教師を続けていくことを決意する。また、聖林学苑の吸収合併の事件を機に、鬼塚を見直すと同時に校長に昇任した。
原作とアニメでの愛車はトヨタ・クレスタX100系で、5台破壊された。
原作および2012年版テレビドラマでは頭が禿げており、眼鏡をかけているが、本作品では髪がある上に眼鏡をかけていない（1話冒頭で鬼塚を面接した際に少しの間だけかけていた）。
■桜井あきら〈49〉
演 - 白川由美
校長兼理事長。内山田が頭の上がらない唯一の存在。元々は理事長専任だったが、前任の校長が辞めたことに伴い、校長も兼任している。
校長の席が空いていながら内山田を校長に、そして中丸を教頭に昇格させないのは、この二人が「教育者の教育者」になることに疑問符を感じていることによる。
数々の問題を抱える武蔵野聖林学苑の未来を変える可能性を鬼塚に感じ、非常勤として鬼塚に全てを託して採用する（昼間の方の面接では「理事長」としては直に接していないが、鬼塚が学苑に試験を受けに来たときからずっとチェックしていた）。
温厚で理想主義的者で、鬼塚や冬月のよき理解者。一方で善意の目的のためなら時折残酷に変貌して適切だが退学などの処分・結論を下すことすらある。趣味の一環として昼は学苑内で売店を開き商売をしている、と同時に学苑内の生徒や教師の素行を監視している（ただし、同一人物にならないよう、自分とは別人ということにしている）。最終話で聖林学苑が神南学園によって吸収合併の危機に陥った際、解雇されたが後に復帰する。双子の妹・さくらは聖アカデミー学園の理事長を務めている。孫がいる。
原作および2012年版テレビドラマでの名前は桜井良子。
×中丸浩司〈37〉
演 - 近藤芳正
学年主任。想定は東京理科大学卒の理科。内山田の腰巾着でもある。学年主任の立場をいいことに上から目線な態度が目立つが、本心は気弱で自分では何も意見を言えずに人の意見に便乗ばかりしていた。学年主任の割には頼りない一面が多く、元生徒が学校に乗り込んで来た際は怯えて内山田の後ろに隠れたり、菊地が登校拒否で説得しに行くように命じられた際は「あのタイプの人間は苦手」だと断って冬月に丸投げして、内山田から呆れられていた。内山田のことは表面上では尊敬している素振りを見せるが、内心では本人がいないところで悪口をよく言ったり、バカにしていて嫌っている。鬼塚に反感をもっていたが聖林学苑が吸収合併の危機に陥った時の鬼塚の行動と冬月や藤富の熱弁により鬼塚に協力して学苑を護った。また、その最中に藤富と奇妙な信頼関係で繋がったことが示唆されている。後日、次期教頭として候補に挙がっていたが辞退し、未練こそあったものの教頭の座を藤富に譲った。
SPでは冬月の紹介でみゆきと結婚することになった。
日本ハムファイターズのファン。
名前が原作の山王丸浩司と似ているが、見た目と性格は全くの正反対で原作の桜井ただしの立場に近い。
×小谷宏子〈36〉
演 - 円城寺あや
担当教科は国語科。ヒステリックな言動で教え子や同僚の教師にも嫌われている。女子生徒を標的にした受験科目に関係のない茶道や華道や裁縫など、家庭科のような授業を教えて自分がいつまでたっても結婚できない憂さとストレスを発散しており、女にとって一番幸せなのは「好きな人と結婚して、夫に尽くすことだ」と言っているが、実際は結婚はしていない。結婚相談所のパンフレットや生徒の没収品が職員室の自分の机の引き出しの中に入っている。若くてキレイで周りからチヤホヤされている冬月には何かと嫉妬心を抱いており、彼女が解雇されそうになった鬼塚を庇った際は陰湿な嫌味を言い放った。学苑が吸収合併の危機に陥った際には中丸と同様、改心して鬼塚に協力した。その際冬月を助けており、冬月が鬼塚に必要であることを、冬月に伝えている。
名前のみ原作の小茶谷宏から取られているが、人物設定はほぼ完全なオリジナル（鬼塚を忌み嫌っている点は似ている）。
×藤富誠〈50〉
演 - 沼田爆
担当教科は国語科（主に古典）。教師の中では、内山田と中丸のいじめの標的（内山田と中丸自身はいじめの自覚はなく、鬼塚にいじめを指摘された時も「教師としてもっとしっかりして欲しいと願っているだけだ」と否定している）。職員室の机は、鬼塚と対面する。「すいません」が口癖で、生徒にも教師にも気を遣いすぎて、ストレスにより鬱病に慢性疲労・狭心症・高血圧を患い休職していた。他の教師からも「生徒に気を遣いすぎだ」と呆れられていて、冬月には嫌われていないが、心配されていた。いじめが原因で教師という仕事を辞めるまでに追い詰められていたが、鬼塚の教師としての振る舞いを見て「生涯一教師」としての再スタートを決意する。教職員の中では一足先に鬼塚を信頼し、心の支えとしている。そのせいか立ち位置は常に鬼塚側であり、彼の突飛な行動にも自らの意思で協力することすらあった。実際、5話で鬼塚が学苑を地域住民に開放した際に、プールサイドで囲碁に興じたこともある。同じ、いじめ経験者だけあってかのぼると何かと気が合い、一緒に行動することが多い。聖林学苑吸収合併の危機が去った後、内山田の校長昇格にともない、中丸の自棄混じりの推薦もあって後任の教頭に就任することとなる。3話から登場（そのため、初対面で鬼塚から不審者と疑われた）。
鬼塚に友好的な性格と親しい面は原作の山王丸浩司と似ている。
■袴田はじめ〈27〉
演 - 小林正寛
日暮里体育大学(略称日体大体育学部)卒の保健体育担当。村井には水泳と陸上で負けてしまったが、それでも運動神経は抜群であり後述の村井との事実上の喧嘩でも勝っていたなど身体能力は高い。熱血漢な一方で性格が軽いという欠点もあって生徒からはあまり信頼されていない。藤富ほどではないが、一時的に鬼塚に対して友好的になって、生徒を呼び戻す計画に協力を申し出た（当の鬼塚からは鬱陶しがられていた）。村井が悩んでいた時に強引に悩みを聞こうとして断られたことに腹を立てて、つい興奮して村井に暴力を振るってしまい体罰で問題になりかけたことがある（目撃した冬月に止められて大事にはいたらなかった）。冬月に想いを寄せており、冬月を巡っては勅使川原と衝突する。坂本金八に憧れている。なお、金八には久我・沼田・田島・田山が出演している。鬼塚には反感を持っていたが、聖林学苑吸収合併の危機に陥った際に中丸同様鬼塚に協力した。複数の警官に拘束された際に自分の身を案じてくれる生徒たちの声を聴き、取り押さえられながらも感激と歓喜の咆哮を上げている。
原作および2012年版テレビドラマでの名前は袋田はじめでいずれも暑苦しい性格をしているが、本作品のような陰湿な面は見られない。
勅使川原優〈28〉
演 - 井田州彦
東京大学卒の数学科担当。性格は几帳面。夜は塾の講師の副業をしている。頭の中には常に学苑の有名大学進学率しかなく、内山田からは優秀な教師と思われているものの生徒からは鬱陶しく扱われている（内山田自身も内心では快く思っていない）。鬼塚のことは表面上では「彼のようなユニークで楽しい人間は社会に必要」と高評価しているが、内心では内山田たち以上に見下しており、鬼塚を解雇する方法を考えた第一人者である。パソコンスキルが高く、生徒の成績を独自に製作したデータをまとめている（鬼塚のAV画像探しにも利用されている）。父と兄は行政官（文部官僚）で文部官僚志望であったが、国家公務員試験に落ちたため教師になった。勅使川原も冬月に片想いしており、袴田と冬月を巡って衝突をする。一時、冬月のストーカーとなったことがあり、自宅で睡眠薬入りのワインを飲ませて襲おうとしたがそれに気づいた鬼塚に止められ、説教される。そのショックから翌日の特進クラスの授業中に突然キレて授業を放棄してしまう。父を尊敬している。ほかの教師と同様に鬼塚には反感を持っていたが、聖林学苑吸収合併の危機に陥った際には中丸同様鬼塚に協力した。その際に仕えるはずだった神村を殴り、蔑みの言葉と嘲笑と共に神村を見下しながら警官に取り押さえられた。鬼塚には「テッシー」と呼ばれている。
原作および2012年版テレビドラマ共に容姿は異なるが、清楚な雰囲気とは裏腹に内に陰湿さと狂気さを秘めている点はほとんど変わらない（それでも本作品の勅使河原は他人の命を奪うような行為に走っていないので多少はマシになっている）。

### 生徒
表面的には男女ともに真面目な生徒の揃ったクラスに見えるが、実際は結託して担任教師を脱落させるためのイジメをしている。鬼塚が聖林学苑に教師として採用され、彼らの担任となったことで非常識な鬼塚の活躍によって更生していき、鬼塚を信頼するようになる。SPでは3年4組に進級した。信頼している教師は鬼塚だけ（後にあずさも）で他の教師への反感は変わらない。
▲水樹ナナコ
演 - 希良梨
最初に鬼塚と友達となった生徒。両親が金持ちで裕福だが、家では互いに別々の生活をしている家庭内別居状態だったが、「夫婦の壁となるもの」を力技で壊した鬼塚によって夫婦で互いに顔を見合わせる時間が増え、それにより仲良くなったことで解決された。鬼塚を「鬼っち」と呼び、彼を慕っている。下着姿になって鬼塚を誘惑したこともある。かなりの音痴である。
原作と2012年版ドラマでの名前は水樹ななこ。原作では鬼塚が教育実習に行った高校の生徒であるため、相沢たちとの面識はない。2012年版ドラマでは相沢の親友として登場したが、鬼塚が着任する1年前に自殺していた。演者の希良梨はこのドラマの翌年に放送されたアニメでEDテーマを担当している。
村井国雄
演 - 池内博之
教師イジメの参謀。クールな性格。文武両道で水泳や陸上競技は袴田より優れている。母子家庭で極度のマザコンで、母はトラックの運転手。
父は暴走族「暴走天使」の3代目の総長であったが、国雄が生まれてすぐバイクの度胸試しで亡くなっている（鬼塚と冴島も「憧れの人」と言い、彼の遺品を見てはしゃいでいた）。当初は父を憎んで悪口を言っていたが、鬼塚によって父の悪口を言うことと教師イジメを止めて改心する。
相沢に好意を寄せているような節があり、SPでは相沢と付き合っている。
リバイバル版では、居酒屋TSUBASAを経営している。
原作および2012年版ドラマでの名前は村井國男で、2012年版ドラマでは桑江遥に好意を寄せている。本作品で運動神経抜群な上に成績優秀な優等生タイプだが、原作および2012年版ドラマでは勉強はてんでダメ。
×渡辺マサル
演 - 山崎裕太
ナナコ同様、最初に鬼塚と友達となった生徒。ナナコや依田とともに鬼塚をハメようとした。
リバイバル版では、村井が経営する居酒屋TSUBASAでアルバイトをしている。
×依田ケンジ
演 - 徳山秀典
ナナコや渡辺同様、最初に鬼塚と友達となった生徒。友達となってからは鬼塚ファーストになった。
リバイバル版では、相徳学院の教師になっていたものの、指導方法でネットで炎上し誹謗中傷を受けていた。のぼるのカウンセリングを受けるがその帰りに事故に遭い、入院していた（それに伴い鬼塚が赴任）。
菊池善人
演 - 窪塚洋介
2年4組きっての天才。教師イジメの黒幕（リーダー）。天才児であると同時に問題児だが、天才児ゆえに退学させると難関大学合格実績に影響が出るため、教師にとっては非常に扱い難い存在。ナナコとは中学校からの同級生。パソコンで鬼塚の如何わしい破廉恥なSMの合成写真を作成したが、その腕を見込んだ鬼塚から逆にエロ本を元にした合成写真の作成を頼まれた（その理由を知った菊池は唖然としていた）。ゲームの実力は鬼塚、英会話の実力はあずさよりも上である。言動が年相応でない。
都内で一番偏差値の高い高校である神南学園に合格できる実力がありながら、試験当日に体調を崩して不合格になる。このこともあり、高校は東大入学のためのリハーサルと言って周りの教師や生徒を見下していたが、鬼塚の熱弁で考えを改め、教師イジメを止め鬼塚の理解者となる（同時に村井と相沢とは「お前らと居ても楽しくない」と言い捨てて距離を置くようになる）。上記のようにパソコンの技術に優れており、鬼塚が相沢一派にのぼるをイジメたことへの報復が問題になった際は、のぼるが捨て身で録音した相沢一派のイジメの証拠の録音テープを合成して校内に流して鬼塚とのぼるを救った。また、勅使河原によるあずさのストーカー事件の解決後、特進クラスの授業中に板書された数式の誤りを指摘し、勅使河原がキレるきっかけを作った。前述の事件の際、鬼塚にあずさの合成写真作成を依頼される。また、鬼塚が教師を解雇されそうなときは模擬試験業者のホームページからパスワードを入手して問題と解答を事前に入手しようとする（この方法は勅使河原に阻止される）、勅使河原と袴田に不正入手の主犯格であることを指摘されると冷静に否認する、などと信頼できない人間には牙をむくが、信頼できる人間には心を開く、などと敵に回せば怖いが、味方になると非常に頼もしい存在である。
SPで朋子と遠距離恋愛していることが判明。
リバイバル版では、文部科学省総合教育政務局担当審議官。鬼塚が再度教師をするきっかけを作る。
原作および2012年版での名前は菊地善人で眼鏡をかけているが、本作品ではかけていない。2012年版ドラマでは大門美鈴の実子で、最終回まで鬼塚と対立していた。同時に性格も原作および本作品と違い、かなり陰湿なものとなっている。
吉川のぼる
演 - 小栗旬
相沢、知佳子、えりかの3人から日常的にイジメを受けており、耐えかねて学校の屋上から飛び降りようとしたが鬼塚に止められる。朝会で根性を見せてイジメから解放され、それ以来は鬼塚とは友達。怖い話を思いつくのが得意。同じイジメ経験者として藤富とは仲がよく、共に行動を取ることが多い。
SPで年上の女子大生と付き合っていることが判明。
リバイバル版では、高校時代鬼塚に助けられた経験からスクールカウンセラーとして勤務。
原作および2012年版ドラマでの名前は吉川昇で、最初に鬼塚と友達となった。原作および2012年版ドラマでは上原杏子率いる3人組からいじめを受けていた。
相沢みやび
演 - 中村愛美
2年4組きっての問題児。教師イジメの中心であり、母はテレビでコメンテーターもしている教育評論家でPTAの会長。根は誰に対しても優しい性格だが、昔付き合っていた猛の事件で大人を信用しなくなり、大人から見て性悪女に豹変する。のぼるのイジメはストレス発散の一環だった。菊池や村井といった教師イジメの主要人物が相次いでイジメを止める中、一人になっても考えを改めなかった。都内で一番偏差値の高い神南学園の成績トップである藤堂真一に騙された際に鬼塚に助けられたことでようやく鬼塚を担任と認め、教師イジメを止めて再び大人を信用するようになる。
朋子とは小学校時代からの幼馴染だが、言動が遅いことや鬼塚に感化されたこともあって徐々に見下すようになる。しかし、完全に相手にしないということはなく、朋子が沖縄に行くときには彼女の両親を説得し、朋子の背中を押した。また、朋子が心の支えであることは変わりない。
村井に好意を寄せられているような節があり、SPで村井と付き合っている。
本作品では未登場だが、原作および2012年版ドラマに登場する上原杏子と同じようにのぼるをいじめていた挙句、報復で集会で鬼塚に土下座を強要して恥をかかそうとしたこともあり、改心前は原作および2012年版ドラマ以上に嫌な奴の印象が強い。
原作および2012年版ドラマでの名前は相沢雅。原作では藤吉晃二から好意を寄せられている。
野村朋子
演 - 黒田美樹
愛称はトロ子（勉強やスポーツなどを何をやらせてもダメでトロイことによる）。実家は寿司屋で鬼塚と冬月が食事をするために来店した店に朋子が家業の手伝いでお茶出しをしていたことで遭遇する。その際に彼女が両親から要領の悪さを指摘されている場面や、朋子自身からも「家族からも「トロい」と言われており、私には何の取り得もない」と自分に自信が持てなかったが、金欠から紹介料が欲しい事情の鬼塚によってアイドルのオーディションを渋々受けさせられるが、後にあずさらの後押しもあり実際にアイドルになることが本人の夢となる。その後、芸能プロダクションの社長によってスカウトされ、沖縄にある養成スクールに入るために聖林学苑を中退する。そして、才能が開花して押しも押されもせぬアイドルとなる。学園祭には沖縄から駆けつけている。
SPで菊池と遠距離恋愛をしていることが判明。
大島知佳子
演 - 白川みなみ
父は学習教材を販売する営業マン。相沢や月島とともに援助交際詐欺をし（その相手が鬼塚だった）、一時は退学の危機に直面したが、鬼塚に助けられて月島とともに学校に通えるようになる。これを機に改心し、鬼塚を支持するようになる。
原作および2012年版ドラマでの名前は白井知佳子。2012年版ドラマでは相沢の取り巻きではなかったが、当初は鬼塚を目の敵にしていた。
月島えりか
演 - 林知花
相沢や大島とともに援助交際詐欺をする。知佳子同様、退学の危機に直面したところを鬼塚に助けられて改心し、鬼塚を支持するようになる。
原作および2012年版ドラマでの名前は中島エリカで、原作で鬼塚は彼女との出会いを機に教師になることを決意（相沢たちとの面識は存在しない）。
生徒
演 - 一ノ瀬可奈、宇野貴浩、加藤琢磨、久保田武蔵、栗山典子、坂田めぐみ、佐々木勉、佐藤木綿子、佐野雅弘、寺田幸生、成本玲子、保谷一、星希望、堀真幸、町田利恵、松本貴都奈、望月智子、桃井ちひろ、森谷明里、山口森広
2年4組の生徒。名前はなく、所謂モブキャラクター。悪意はないが、相沢たちの指示で教師イジメに加担したり、ボイコットに参加していた。

### 内山田家
内山田好子
演 - 馬渕英里何
内山田ひろしの娘。大学生。
内山田を「パパ」と呼んではいるが、「パパの入った後の風呂は汚い」などと、いつも父につらく当たっている。父に対しても強気な態度で接しており、ある時それに怒った父親からビンタされたが、好子は泣くどころか怒って一時家出して鬼塚のアパートで暮らしたことがある。
彼女が鬼塚に惚れる設定はドラマオリジナルだったが、後に原作にも導入された。聖林学苑吸収合併の危機の際にはようやく父を教師として認め学苑を守ろうとする父を応援した。
内山田良子
演 - 立石凉子
内山田ひろしの妻。
通販オタクな上、毎日健康器具で運動しているが、効果は見られない。
夫を尻に敷いて顎でコキ使っており、時には「うるさいなー」と邪見に扱う。前述の好子が出ていった後に母も後から家を出て2人して鬼塚のアパートでしばらくの間過ごしたことがある。
好子には結婚相手として「教師（鬼塚は例外）とだけはダメ」とクギを刺していたが聖林学苑吸収合併の危機の際には好子と同様夫を応援した。

### 鬼塚と冬月の友人
■冴島龍二〈25〉
演 - 藤木直人
鬼塚の親友。警察官。階級は巡査。鬼塚と同じ元暴走族。鬼塚とは普段は口ゲンカ仲間だが、時には鬼塚をサポートする一面もある。
名前は原作での鬼塚の友人・冴島俊行と弾間龍二からとっている。鬼塚のよき理解者である点は弾間と共通しているが、人格設定は冴島に寄せている（その証拠に原作で鬼塚は弾間には「龍二」と下の名前で呼んで親しいが、冴島には苗字で呼んで厄介者扱いしており、本作品で鬼塚は冴島龍二を下の名前で呼ばず、苗字で呼んでいる）。
リバイバル版では管理官になっている。
×夏目みゆき〈25〉
演 - 木村多江（第2・5・9・12話、SP）
冬月の友人。客室乗務員。準レギュラーとして度々登場。SPでは冬月に紹介された中丸と婚約する。冴島が鬼塚にとってのよき理解者であると同様、冬月のよき理解者でもある。

### 神南学園関係者
原作および2012年版テレビドラマの大門美鈴一派に相当。
×藤堂真一
演 - 原田篤（第9-12話）
都内で一番偏差値の高い神南学園の生徒で、1年次から常に首席を維持している成績優秀者。猛と瓜二つ。何不自由ない裕福な家庭に育ったが、同級生と結託して女性に乱暴する「シンデレラゲーム」を楽しみ、疾しい部分は父の社会的権力に依頼してもみ消す卑怯で卑劣な性格。発言や行動ともに「上から目線」である。前記の「シンデレラゲーム」の標的を相沢としたため、鬼塚を怒らせて同級生とともに半殺しにされるが、鬼塚を後ろからナイフで刺す。その事件から鬼塚を逆恨みしてマスコミに告発したが、生徒たちから信頼されている鬼塚の姿を見て考え方を改め、後に父の陰謀を東京地検に密告。前述のことから終盤に大きくストーリーを動かした人物。なお、第9話は姿を現していないため、正式な登場は10話からである。
×藤堂真人
演 - 篠井英介（第11-12話）
真一の父。文部省の高級官僚（事務補佐官）で事務次官候補。勅使河原の父の上司でもある。武蔵野聖林学苑の生徒はおろか教師（勅使河原は除く）や理事長をクズ呼ばわりしている。高権威者ゆえに発言や行動も真一同様に「上から目線」である。真一の性悪さは彼の影響による。同時に成績優秀の真一を非常に可愛く思うあまり、親として真一の「本来の姿」が見えなくなっている。真一が起こした事件を機に、より高い地位と名誉を獲得するために神村とつるんで陰謀を企む。しかし、その陰謀は真一に密告されて未遂に終わる。
×神村総太郎
演 - 北見敏之（第11-12話）
神南学園理事長。藤堂とは仲が良く、このことも加わって真一を「神南学園の誇り」としている。真一が起こした事件を機に、より高い地位と名誉を獲得するために真人とつるんで陰謀を企む。

### その他
■村井つばさ
演 - 村上里佳子（現・RIKACO）（第6話）
村井の母。34歳。トラック運転手。夫の死後は、トラックの運転手をしながら国雄を女手一つで育てる。未亡人でシングルマザー。とても高校生の息子がいるとは思えない、いわゆる「グラマー」な体型の持ち主で、鬼塚がつばさと居酒屋で楽しく話しているのを見た冬月が「鬼塚がキレイな女性をナンパしてる」と勘違いしたほど。明るい性格でサバサバしているが、国雄が間違ったことをするとちゃんと叱るなどちゃんとする時はちゃんとする。亡くなった夫が鬼塚の憧れの人だったこともあり、話が弾み鬼塚とは気が合う。
原作での名前は村井樹里亜。
×相沢麗子
演 - 田島令子（第7-8・11-12話）
相沢の母。インテリで嫌味な性格で何かと学校に文句をつけたがる、モンスターペアレント。武蔵野聖林学苑のPTA会長であり教育評論家、ワイドショーのコメンテーターでもある。内山田教頭をはじめとした武蔵野聖林学苑の教師を何か不祥事が有れば処分できるような存在で鬼塚を何度も解雇しようとしたが聖林学苑吸収合併の危機を鬼塚が救ったことで彼を見直し、娘のみやびとも和解した。

### ゲスト
第1話
清掃会社の上司
演 - ガダルカナル・タカ
水樹の父
演 - 下塚誠
水樹の母
演 - 姉崎公美
村井の父
演 - 岡本光太郎（第6話）
暴走族
演 - 三又忠久、山崎まさや
- 津田歩
- 川端良香
- 菊池均也
- 小山雅也
- 高田瑞紀
- 櫻井大輔
- 石山俊明

第2話
×菊池の母
演 - 大塚良重
通行人
演 - ロナルド・ヘアー
冬月あずさの父
声 - 山崎満
チンピラ
演 - 秋田宗好、阿部優大

第4話
野村の父
演 - 田口主将（第9話）
野村の母
演 - 曽川留三子（第9話）
司会者
演 - 柳ユーレイ
鬼塚の知人
演 - デビット伊東、阿部聖美、パンチUFO
服屋の店員
演 - 澤口夏奈子

第7話
×大島卓三
演 - 高橋克実
知佳子の父。
山田
演 - 水谷あつし
大島の部下。
ホステス
演 - 安斎恵吏

第8話
- 亀山助清（第11話・SP）
- 酒井麻吏（第11話、最終話）
- 山田百貴（最終話）
- 上原由恵

第9話
- 小倉雄三
- 村田則男

第10話
玉木
演 - 玉木宏
神南学園の生徒
- 志村仁志
- 鍋島健一郎

第11話
看護婦
演 - 江角マキコ（友情出演）
レポーター
演 - 剛たつひと（最終話）
患者
演 - 朝倉伸二
保護者
演 - おやま克博
- 小松正一
- 青柳省吾
- 三戸見竜司（最終話）
- 阪上和子
- 山賀教弘
- 鈴木千秋
- 麻生絵里子（最終話）
- 井上智之

最終話
- 加賀谷純一
- 武野功雄
- てらだちなつ
- マクシミリアン・フォン・シュラー
- 草野徹
- 平尾仁
- 浅沼晋平
- 沼崎悠
- ト字たかお
- 江連健司

## スタッフ
- 原作 - 藤沢とおる「GTO」（講談社刊）
- 企画 - 山崎一彦、濱星彦
- 企画協力 - 樹林伸
- 主題歌 - 反町隆史「POISON 〜言いたい事も言えないこんな世の中は〜」（ユニバーサルミュージック）
  - 10話で模擬試験のために学校のトイレの中で英単語を勉強していた鬼塚が「POISON…毒…なんか聞いたことあるな…」とつぶやくシーンがある。
  - ドラマスペシャルでは山口梨香・松谷結花・斉藤もえの3人がカラオケでこの曲を歌っているシーンがある。それに対して鬼塚は「人の歌勝手に歌うなっつーの」と言っている。
  - リバイバル版では鬼塚が歌詞の一節を呟くシーンがある。
- 音楽 - 高野寛
- 殺陣 - 佐々木修平
- カースタント - 斎藤和宏（エススリー）
- 技術協力 - 東通
- 美術協力 - フジアール
- 広報 - 渡辺真沙子
- プロデュース - 柴崎正、安藤和久
- 制作 - 関西テレビ放送、アベクカンパニー

## エピソードリスト
| 話数 | サブタイトル                   | 初回放送日    | ターゲット人物        | 脚本            | 演出   | 視聴率 |
| --- | ------------------------------ | ------------- | --------------------- | --------------- | ------ | ------ |
| GREAT 1 | いち教師です                   | 1998年7月7日  | 水樹ナナコ            | 遊川和彦        | 赤羽博 | 26.6%  |
| 元暴走族の鬼塚英吉は東京・吉祥寺の有名進学校・武蔵野聖林学苑の教師として採用され、2年4組の担任を命じられる。しかしそこは生徒による陰湿な担任いじめにより何人も担任が変わっているという問題学級だった。赴任した当日、鬼塚が帰宅すると水樹が涙を浮かべてアパートの階段に座っていたが、実は水樹は昨日鬼塚にカツアゲした2人組の渡辺と依田の仲間で共に鬼塚を罠にハメようとしていたのだったが、暴走族集団に返り討ちにあい失敗。「悩みがある」というのが口実だったが、実際、水樹は誰にも言えない秘密を抱えていた。 |                                |               |                       |                 |        |        |
| GREAT 2 | 変態教師とマドンナ教師         | 1998年7月14日 | 菊池善人              | 遊川和彦        | 赤羽博 | 25.5%  |
| 学園内に鬼塚の破廉恥な合成写真が貼り出される。犯人は学年一の秀才・菊地善人だった。IQが高く様々な能力に秀でていることを鼻にかけ教師を見下す菊地に対し、鬼塚はある行動に出る。冬月の顔写真でエロ合成写真作成を依頼する。 |                                |               |                       |                 |        |        |
| GREAT 3 | 問題教師です                   | 1998年7月21日 | 相沢みやび 吉川のぼる | 遊川和彦        | 中島悟 | 27.5%  |
| 吉川は、クラスのボスである相沢たちから陰湿ないじめを受けていた。過激なやり方で相沢たちを懲らしめた鬼塚だったが、相沢たちはそれを逆手にとり学校にある要求をつきつける。ある要求とは、体育館で全校生徒の前で土下座による謝罪をすることである。みやびたちは、土下座をすれば許す、しかし拒否すれば即刻解雇という条件を内山田や中丸に突きつけた。吉川にとって鬼塚は学校内で唯一の後ろ盾であったことから、吉川も鬼塚に土下座することを懇願する。「土下座をして相沢たちからの許しを乞い、吉川のぼるを守るか」、「土下座を拒否して学苑を去り、吉川を見殺しにするか」、鬼塚は究極の選択を迫られた。 |                                |               |                       |                 |        |        |
| GREAT 4 | アイドルで金もうけ             | 1998年7月28日 | 野村朋子              | 遊川和彦        | 中島悟 | 24.5%  |
| 相沢の扇動により、菊地・吉川・渡辺・依田・水樹を除く2-4の生徒たちは鬼塚の授業をボイコットし始めた。さらにみやびは幼なじみの野村朋子を使い、鬼塚を一層追いつめようとする。一方鬼塚は朋子をオーディションに出場させようとするが、国語教師・小谷宏子は猛反対する。 |                                |               |                       |                 |        |        |
| GREAT 5 | ストーカー教師です             | 1998年8月4日  | 勅使川原優 冬月あずさ | 遊川和彦 菅良幸 | 赤羽博 | 25.4%  |
| 夏休みに入り、学園では特進コースの夏期講習が始まった。冬月に思いを寄せる勅使河原は、夏期講習を機会として彼女をものにするために様々な策略を画し始める。 |                                |               |                       |                 |        |        |
| GREAT 6 | 生徒の母親に手を出す危ない教師 | 1998年8月11日 | 村井国雄              | 遊川和彦        | 中島悟 | 26.3%  |
| 熱血を自認する袴田が鬼塚に協力を申し出た。担任いじめにおいて相沢の相棒である村井家を訪問した鬼塚は、村井の母・つばさから村井の複雑な生い立ちを知る。 |                                |               |                       |                 |        |        |
| GREAT 7 | 援助交際する教師               | 1998年8月18日 | 大島知佳子 月島えりか | 遊川和彦        | 赤羽博 | 26.3%  |
| 夜の街をさまよう相沢・月島・大島の3人組は、遊ぶ金を手に入れるためにある行動に出る。一方鬼塚と冴島は出会いを求めてテレクラボックスに出かけ、学年主任・中丸は大島の父・卓三と部下・山田の学習教材販売会社の接待に招待されていた。 |                                |               |                       |                 |        |        |
| GREAT 8 | 二学期の始業式にクビになる教師 | 1998年8月25日 | 大島知佳子 月島えりか | 遊川和彦        | 中島悟 | 29.9%  |
| みやびの母のPTA会長・相沢麗子が学校に乗り込んできて援助交際詐欺のかどで大島と月島を退学処分に、鬼塚を解雇にするよう迫る。緊急会議を開くものの、鬼塚は相沢麗子の話に真剣に耳を傾けず、火に油を注ぐごとく彼女を怒り心頭とさせてしまう。鬼塚の失敬な振る舞いで怒り心頭となった相沢麗子は、内山田に大島と月島退学処分と、鬼塚の解雇の決定を突きつける。大島と月島は自宅謹慎を強いられるが、鬼塚は聖林学苑の教師採用面接で内山田に上から目線の発言をされたこともあり、大島と月島の処遇に納得がいかず内山田に突っかかる。当然のことながら受け入れてもらえず、大島と月島は自暴自棄になり、退学を願い入れする。しかし、鬼塚はこの二人を放っておくことはせず、大島と月島を「課外授業」に誘う。一方で、相沢が変貌し担任いじめをするようになった原因が明らかになる。                                                                      |                                |               |                       |                 |        |        |
| GREAT 9 | 生徒を無理やり退学させる教師   | 1998年9月1日  | 野村朋子              | 遊川和彦        | 赤羽博 | 29.6%  |
| 野村が沖縄のタレント養成所に入るために高校を辞めたいと言いだした。高校生と、芸能界の両立ははっきり言って事実上不可能であった。「高校生を続け、友達と楽しい高校生活を満喫する。一方で何の変化もない毎日を過ごすだけ」を選ぶか、「高校を中退して養成所に行き、夢を叶える。一方で友達もいない、何事も全て一人でしなければならなくなる」を選ぶか、野村は究極の二択を迫られていた。考え直すよう説得する冬月だったが、かつて自分が就職試験に失敗した航空会社がスチュワーデスの中途採用を実施することを友人・夏目みゆきから聞かされ、動揺する。周囲が反対する中、鬼塚だけは「日本一のアイドルを目指せ」と野村の背中を押す。周囲の反対できっぱりと決断できずに苦しむ朋子を見て、鬼塚はついにクラス担任として一つの行動に出る。 |                                |               |                       |                 |        |        |
| GREAT 10 | 冬月の部屋に泊まり興奮する教師 | 1998年9月8日  | 相沢みやび 藤堂真一   | 遊川和彦 菅良幸 | 中島悟 | 30.3%  |
| 教頭たちは、鬼塚解雇のための新たな作戦を打ち出した。一週間後の模試で5科目8割以上を得点できなければクビという厳しいもの。鬼塚は自分の部屋にはナンパで知り合った教頭の娘・内山田好子と妻・良子の内山田母子が居座っているため仕方なく冬月の部屋に泊まり込んで猛勉強するはめになる。一方、PTA会長の母の一件以来、クラスで孤立して授業ボイコットと登校拒否を続ける相沢は死んだ恋人・猛にそっくりの少年・藤堂真一に出会い、交際を深めていた。鬼塚が模擬試験を受ける前夜に相沢がトラブルに巻き込まれ、鬼塚も関与したことで事件に発展する。 |                                |               |                       |                 |        |        |
| GREAT 11 | 美人看護婦にしかられる暴力教師 | 1998年9月15日 | -                     | 遊川和彦        | 中島悟 | 32.4%  |
| 藤堂の企みにより鬼塚は高校生らを暴行した暴力教師に仕立て上げられ、聖林学苑は世間から糾弾される。さらに文部省の高級官僚である父親・藤堂真人も動きだし、学園内でクーデターが起こり鬼塚と理事長の追放が断行される。しかし、聖林学苑教師らによる鬼塚と理事長の追放は2年4組の生徒から大きな反感を買うこととなる。冬月はこの一連の事件で聖林学苑の教師という仕事に失望し、自ら退職を願い出る。理事長と鬼塚、そして冬月が聖林学苑を去り、教頭たちにとって平穏な学苑に戻りつつあるように見えたが、再び問題が勃発する。 |                                |               |                       |                 |        |        |
| FINAL GREAT | グレートなティーチャーです     | 1998年9月22日 | 藤堂真人 神村総太郎   | 遊川和彦        | 赤羽博 | 35.7%  |
| 教頭たちが生徒のボイコットで混乱する中、藤堂真人と神南学園理事長・神村が聖林学苑に再び乗りこんできた。そして、藤堂真人は聖林学苑を神南学園の傘下とすることを通告する。傘下になると同時に聖林の生徒は神南学園に編入することになるが、職員は全員解雇されることとなった（勅使河原は除く）。さらに聖林の敷地は、グランドとすることとなり校舎は取り壊されることとなった。聖林の教師たちは失職する形となり、再就職先・退職金などで窮地に立たされることとなった。一方で鬼塚と冬月は既に第二の人生に向けて一歩ずつ踏み出していた。そんな中、藤堂真人と神村の主導により、聖林学苑の吸収合併計画は着々と進んでいた。鬼塚は2-4生徒たちとともに一つの行動に出て、教師の初心を取り戻した聖林の教師たちも動き出した。なお、制作局の関西テレビのエリア内で、台風7号による停電のため、この最終話を視聴することができなかった世帯が多くあった。 |                                |               |                       |                 |        |        |

- 平均視聴率 28.5%（視聴率はビデオリサーチ調べ、関東地区・世帯）

## 受賞歴
- 第8回TVLIFEドラマ大賞
  - 主演男優賞（反町隆史）[12]
- 第2回日刊スポーツ・ドラマグランプリ
  - 作品賞[13]

## GTOドラマスペシャル（1999年6月）
1999年6月29日の2時間SPは、7月から放送開始予定のアニメ版の前宣伝も兼ねて、テレビドラマシリーズ後の続編として鬼塚が代理教員として女子高に赴任するという設定で放送された。また、ドラマでは設定としていなかった神崎麗美の演出がある。視聴率は27.4%。
前週に放送された『古畑任三郎』第3シーズン最終回内で、古畑が翌週のこの時間にGTOスペシャルを放送することを予告するシーンがあるため、古畑任三郎の再放送時にセットで再放送されるケースがある。

### キャスト（スペシャル）

#### 聖アカデミー学園

##### 生徒
山口梨香
演 - 片瀬那奈
2年C組の生徒。
松谷結花
演 - 清水千賀
2年C組の生徒。梨香の友人。
斉藤もえ
演 - 浅見れいな
2年C組の生徒。梨香の友人。
女子生徒
演 - 原史奈

##### 教職員
武田
演 - 細川茂樹
2年C組担任。
学年主任
演 - 増田由紀夫
担当科目は理科（化学）。生徒からドロンズというあだ名が付けられている。
教頭
演 - 石井愃一
生徒からドロンズというあだ名が付けられている。
校長
演 - 佐藤B作
生徒からドロンズというあだ名が付けられている。
桜井さくら
演 - 白川由美（二役）
理事長・桜井あきらの双子の妹

##### その他
冬月謙造
演 - 北村総一朗
あずさの父。
タクシー運転手
演 - 遠山俊也
あずさが乗ったタクシーの運転手。
梨花の父
演 - 並樹史朗

梨花の母
演 - 柳谷ユカ

吉川のぼるの彼女
演 - 田村美和
短大1年。
サムエル
演 - SAMUEL POP ANING
内山田好子の彼氏。
不良
演 - 末吉宏司
結花ともえを襲おうとする。
- モトアキ
- 亀山助清
- 高島由佳
- 村上幸平
- ガッツ佐藤
- 野沢香苗

### 収録中の死亡事故
GTOスペシャルの収録現場において、スタントマンの相子幸治が死去するという事故が起こった。撮影地は静岡県の大井川町で、鬼塚に扮した相子が海に飛び込むシーンで、着水に失敗し、死去した。
そのシーンは差し替えが行われたのか不明である。
| 話数 | エピソードタイトル                                     | 初回放送日    | 脚本     | 演出   | 視聴率 |
| --- | ------------------------------------------------------ | ------------- | -------- | ------ | ------ |
| 1 | 鬼塚英吉、再び参上!!今夜限りの新たなストーリーが始まる | 1999年6月29日 | 遊川和彦 | 中島悟 | 27.4%  |
| 武蔵野聖林学苑で様々な問題に真っ向からぶつかり解決してきた鬼塚だったが、ある日桜井の依頼で、私立女子高校・聖アカデミー学園（聖アカデミー学園）に代理教員として赴任することになった。実は聖アカデミー学園では、教育熱心で生徒に人気のある教師の武田がハーバード大学に留学することになったが、後任の担任の先生が決まらずにいた。聖アカデミー学園の理事長で桜井の双子の妹・桜井さくらが無理矢理姉のあきらに頼みをいれ、武蔵野聖林学苑で一番優秀な先生を依頼した結果、鬼塚を代理教員としてスカウトしてきたのだった。さくらは、武蔵野聖林学苑で様々な問題に真っ向からぶつかり解決してきた鬼塚に無理な一縷の望みと願いを託したのであった。そんな中、鬼塚はあずさとの交際を機に童貞卒業を果たしていた。そんなある日、あずさの父・冬月謙造が北海道からやってくる。 |                                                        |               |          |        |        |

## 映画
『GTO』のタイトルで、1999年12月18日に東映系で封切された。タイトルではメディアの区別がつかないため「映画版」などと言われている。同年春に放送されたドラマスペシャルの続編で、ドラマシリーズ完結編の意味合いもある。
1999年初夏に北海道幌比内町の北文館学園高校へ臨時教員として赴任した鬼塚の活躍を描いた小説版『GTO Live in 北海道』が原作だが、展開は大きく異なる。町長兼理事長である桂木の下で保身に徹する教職員、町の衰退で閉塞感に包まれた生徒たちに鬼塚が正面からぶつかり、心を開かせる様を描く。
前年の『踊る大捜査線 THE MOVIE』の大成功で、配給は引き続き東宝と見られていたが、当時営業担当に移っていた東映の岡田裕介が映画化の情報をキャッチし、父の岡田茂東映会長がフジサンケイグループの鹿内信隆・鹿内春雄親子や、自身の旧制広島一中の後輩・巻幡展男関西テレビ社長とも親しかったことから、東映で配給を奪った。
制作はフジテレビ（ドラマ制作・映画事業部）主体で、『ズッコケ三人組 怪盗X物語』以来1年ぶりの東映配給作品であったが、2000年以降、フジテレビ制作による東映配給作品は激減している。本作品ではドラマ制作局の関西テレビ放送や制作プロダクションのアベクカンパニーはスタッフにおいてもほぼノータッチだった。なお、鬼塚がコンドーム入りの財布を夜の歓楽街（すすきの）で落としたり、同級生のいじめで市川楽が制服のズボンを下ろされてパンツ（白ブリーフ）姿を露わにするなど部分的にテレビドラマ版へのオマージュをうかがえるシーンがある。また、公開日時点では既にテレビアニメ版の放映が開始されていた。
旧芦別市立頼城小学校・白樺学園高等学校・芦別カナディアンワールド公園・北海道ちほく高原鉄道沿線などでロケされた。反町が着用していたサングラスが「Ray-Ban反町モデル」として販売された。

### キャスト（映画）
- 鬼塚英吉 - 反町隆史
- 喜多嶋薫 - 藤原紀香
- 桂木綾乃 - 田中麗奈
- 市川楽 - 笠原秀幸
- 飯田米造 - 今福将雄
- 田所長一郎 - 上田耕一
- 三田園早苗 - 戸田恵子
- 工藤正史 - 宇梶剛士
- 畑山聡 - 田口浩正
- 犬塚和也 - 伊藤俊人
- 石原みどり - 畠山明子
- 橘清二 - 梶原善
- 石山健次 - 甲本雅裕
- 市川守 - 酒井敏也
- 市川政美 - 角替和枝
- 新島大吾 - 田山涼成[注 10]
- 司馬 - 白井晃
- 西山 - 阿南健治
- 運転手 - モロ師岡
- 河原崎一郎太 - 妻夫木聡
- 中尊寺彰彦 - 石川伸一郎
- 中条行人 - 坂本真
- 寺島慎吾 - 久我未来
- 中山健太 - 忍成修吾
- 藤崎加奈子 - 木内晶子
- 川越いずみ - 椎名法子
- 沢口恵 - 小田エリカ
- 杉山英輔 - 西村雅彦
- 桂木圭介 - 夏八木勲

### スタッフ（映画）
- 監督 - 鈴木雅之
- 助監督 - 原正弘
- 撮影協力 - 帯広市、芦別市、清水町、新得町、上士幌町、北海道バルーンフェスティバル組織委員会　ほか
- 原作 - 藤沢とおる、相沢春吉
- 脚本 - 田辺満、長谷川隆
- 主題歌 - 反町隆史「Poison -Movie Mix-」
- 撮影 - 浜田毅
- ステディカム - 佐光朗
- 音楽 - 高野寛
- 美術 - 中澤克巳
- 照明 - 渡邊孝一
- 編集 - 田口拓也
- 衣装（デザイン） - 宮田孝、岡田恵、磯真由実
- 録音 - 北村峰晴
- スチール - 竹内健一
- 音響効果 - 百瀬慶一
- アクションコーディネーター - 斎藤英雄
- カースタント - カースタントTAKA
- 現像 - IMAGICA
- スタジオ - 日活撮影所
- 特別協賛 - J-PHONE
- 協賛 - 日本航空
- ラインプロデューサー - 渡会敏久
- 協力プロデューサー - 和田行
- 企画 - 河村雄太郎、山崎一彦、栗原良幸、児玉英毅
- プロデューサー - 宅間秋史、波止康雄、小林壽夫、臼井裕詞
- 企画協力 - アベクカンパニー
- 製作協力 - メリエス、北海道文化放送

### 関連商品
- 書籍 - 映画『GTO』Official Book 反町隆史（講談社KCデラックス、1999年） ISBN 4-06-334257-3

## GTOリバイバル
リメイク版であるAKIRA主演の第2期と同様、本作のみプログレッシブカメラでの製作となる。

### キャスト

#### 私立相徳学院高校

##### 教職員
綾原美結
演 - 岡崎紗絵
3年1組の担任。担当科目は日本史。
富士山田剛司
演 - 小手伸也
教頭。揉め事を嫌う。
三ノ輪知子
演 - 宮澤美保
担当科目は美術科。
勝野太一
演 - 田邉成虎
担当科目は保健体育科。
男性教師
演 - 横山将大
男性教師
演 - 江口信

女性教師
演 - 伊藤優

校長
声 - きゃんひとみ

##### 生徒[21]
市川すずか
演 - 八木莉可子（幼少期：戸簾愛）
3年1組の生徒。父親と仲が悪い。
遠藤凛
演 - 畑芽育
3年1組の生徒。父親は会社を営んでいたが、不正問題の発覚により倒産している。家は貧乏である。両親は働きづめである。
宇野晴翔
演 - 日向亘
3年1組の生徒。野球で推薦入学したものの、怪我により続けられなくなってしまう。
三崎詩
演 - 小林桃子
3年1組の生徒。鬼塚とSNSダンスをする。
高橋璃子
演 - 蒼井陽奈
3年1組の生徒。詩の友人。鬼塚とSNSダンスをする。
三上遥
演 - 設楽もね
3年1組の生徒。詩の友人。鬼塚とSNSダンスをする。
澤井友美
演 - 金子みゆ
3年1組の生徒。詩の友人。鬼塚とSNSダンスをする。
- 成田胡桃（役名：堀田亜衣）[25]、仲吉玲亜（役名：須之部さくら）[26]、江藤萌生（役名：望月花音）[27]、高橋紗良（役名：伊藤杏）[28]、さくら（役名：内山杏奈）[29]、月山鈴音（役名：小川芽衣）[30]、伊桜あか星（役名：小松ひなた）[31]、山口もあ（役名：中川乃愛）[32]、安田乙葉（役名：竹内葵）[33]、高瀬彩名（役名：宮崎楓）[34][20]、今井竜太郎（役名：森野郁人）[35]、kyan（役名：高城桃矢）[36]、友永杏慈（役名：松田悠馬）[37]、坂上翔麻（役名：川口太雅）[38]、岡島遼太郎（役名：佐藤蒼）[39]、藤田賢司朗（役名：矢野海斗）[40][20]、﨑本篤、久世颯人、山下翼（役名：杉本伊織）[41]、籠崎誓闘（役名：小野碧）[42]、増尾洸葵（役名：村上やまと）、高瀬巧磨（役名：萩原柊斗）[43]、下村未空（役名：田中凪）、桜我（役名：石川湊）[44]、和田庵

#### その他
市川晃一
演 - 鈴木浩介
すずかの父。衆院選の自立党候補者。元相徳学院理事・都議会議員。すずかが幼少期に自宅で個人塾を開業していた。
市川里恵
演 - 奈津子
すずかの母。故人。すずかが小学2年生の時に病気で死去した。
遠藤佐由美
演 - 岩本えり
凛の母。夜間道路工事現場の交通誘導警備員をしている。
宇野祐一
演 - 西本竜樹
晴翔の父。
長原修
演 - やべけんじ
大物政治家。自立党衆議院議員・文部科学副大臣。
長原修の秘書
演 - 藤本悠輔

高級車の男
演 - 松嶋健太
夜間道路工事現場の交通誘導警備員の遠藤佐由美に文句を言う。
後藤
演 - 松澤仁晶
サラリーマン。パパ活する男性。
警察官
演 - 宮園博之
冴島龍二の部下。
面接官
演 - 園田裕樹
鬼塚が高校32校目の教員採用候補者選考試験面接試験受験時の面接官。
アナウンサー
声 - 中島めぐみ
UpdateNews『「裁ノカ笑」の投稿により半グレ集団「広目天」摘発』のニュース読み。

### スタッフ
- 原作 - 藤沢とおる『GTO』（講談社「少年マガジンKC」刊）[50]
- 脚本 - 山岡潤平[50]
- 演出 - 深川栄洋[50]
- 音楽 - 福廣秀一朗[50]
- 主題歌 - BLUE ENCOUNT × Takashi Sorimachi「POISON」（ソニー・ミュージックレーベルズ）[5]
- サウンドデザイン - 石井和之
- VFX - マリンポスト（田中貴志）
- SNS動画監修 - 金子みゆ
- アクション - 佐々木修平
- バッティング指導 - 根鈴雄次
- 技術協力 - ビデオスタッフ
- 美術協力 - フジアール
- ポスプロ - ブル
- プロデューサー - 安藤和久、河西秀幸、田端綾子[50]
- 特別協力 - アベクカンパニー
- 制作協力 - メディアプルポ[50]
- 制作著作 - カンテレ[50]

### 受賞
- TVerアワード2024 ドラマ特別賞[51]

### 放送日程
| 話数 | エピソードタイトル                | 初回放送日   | 脚本     | 演出     | 視聴率 |
| --- | --------------------------------- | ------------ | -------- | -------- | ------ |
| 1 | 伝説の教師が26年ぶり一夜限り復活! | 2024年4月1日 | 山岡潤平 | 深川栄洋 | 9.6%   |
| 高校30校をクビになり、現在はフードデリバリーサービス“ビーバーイーツ”の配達員として働いている鬼塚だったが、ある日鬼塚の元教え子の菊池の紹介で、私立相徳学院高校に非常勤講師として赴任することになった。菊池の目的は二つあり、一つは相徳学院高校に文部科学省から不正金が流出している恐れがありその潜入捜査をするため、もう一つは、相徳学院高校で教師を勤めていた鬼塚の元教え子であり、菊池の同級生・依田ケンジが休職に追い込まれた本当の理由を探るためだった。実は相徳学院高校では、フォロワーが200万人近くいる暴露系インフルエンサー“裁ノカ笑（さいのかわら）”に何人もネットにさらされて被害を受けている教師や生徒が大勢いるという。鬼塚は3年1組副担任を務めることになり、赴任早々、生徒にはあまり介入すべきでないというスタンスの3年1組担任・綾原美結に対し、「学校っていうのは仲間作ってばかやるとこだ。」と持論を展開した。鬼塚は、市川すずか、遠藤凛、宇野晴翔、三崎詩ら生徒たちそれぞれが抱える悩みに向き合っていく。 |                                   |              |          |          |        |

- 世帯視聴率は関東が9.6%、関西が12.8%[53]。
- 個人視聴率は関東が6.0%、関西が7.8%[53]。
- 今作の無料見逃し配信（カンテレドーガ、TVer）の再生回数が、放送後1週間で370万回を超え、民放単発ドラマの再生数、歴代1位を記録した（ビデオリサーチにて算出）[54]。

## 関連商品
- GTO Blu-ray BOX（ポニー・キャニオン、2023年7月26日発売）

※劇中のBGMは別のものに差し替えられている。
- 『GTOリバイバル』Blu-ray&DVD（カンテレ、2024年7月12日発売予定）